# Sarine
Sarine (tyska: Saane) är ett distrikt i kantonen Fribourg i Schweiz.

## Geografi

### Indelning
Sarine är indelat i 26 kommuner:
| - Autigny - Avry - Belfaux - Bois-d'Amont - Chénens - Corminboeuf - Cottens - Ferpicloz - Fribourg - Gibloux - Givisiez - Granges-Paccot - Grolley | - Hauterive - La Brillaz - La Sonnaz - Le Mouret - Marly - Matran - Neyruz - Pierrafortscha - Ponthaux - Prez - Treyvaux - Villarsel-sur-Marly - Villars-sur-Glâne |